# Marie-Christine d'Espagne (1833-1902)
Pour les articles homonymes, voir Marie-Christine d'Espagne.
Marie-Christine infante d'Espagne (née au palais royal de Madrid, le 5 juin 1833 et morte à Madrid le 18 janvier 1902) est la fille de François de Paule de Bourbon et de son épouse Louise-Charlotte de Bourbon-Siciles. Elle est devenue infante de Portugal par son mariage avec Sébastien de Bourbon. 

## Famille
Marie-Christine est l'un des onze enfants de l'infant François de Paule de Bourbon et de la princesse Louise-Charlotte de Bourbon-Siciles. Son père est le fils cadet de Charles IV d'Espagne et sa mère une fille de François Ier des Deux-Siciles. 
Marie-Christine est la sœur de François d'Assise de Bourbon, époux de la reine Isabelle II d'Espagne, et d'Amélie d'Espagne, princesse de Bavière. 
La princesse est atteinte d'un lourd handicap mental et est surnommée « l'infante idiote » par la population espagnole. 

## Mariage et descendance

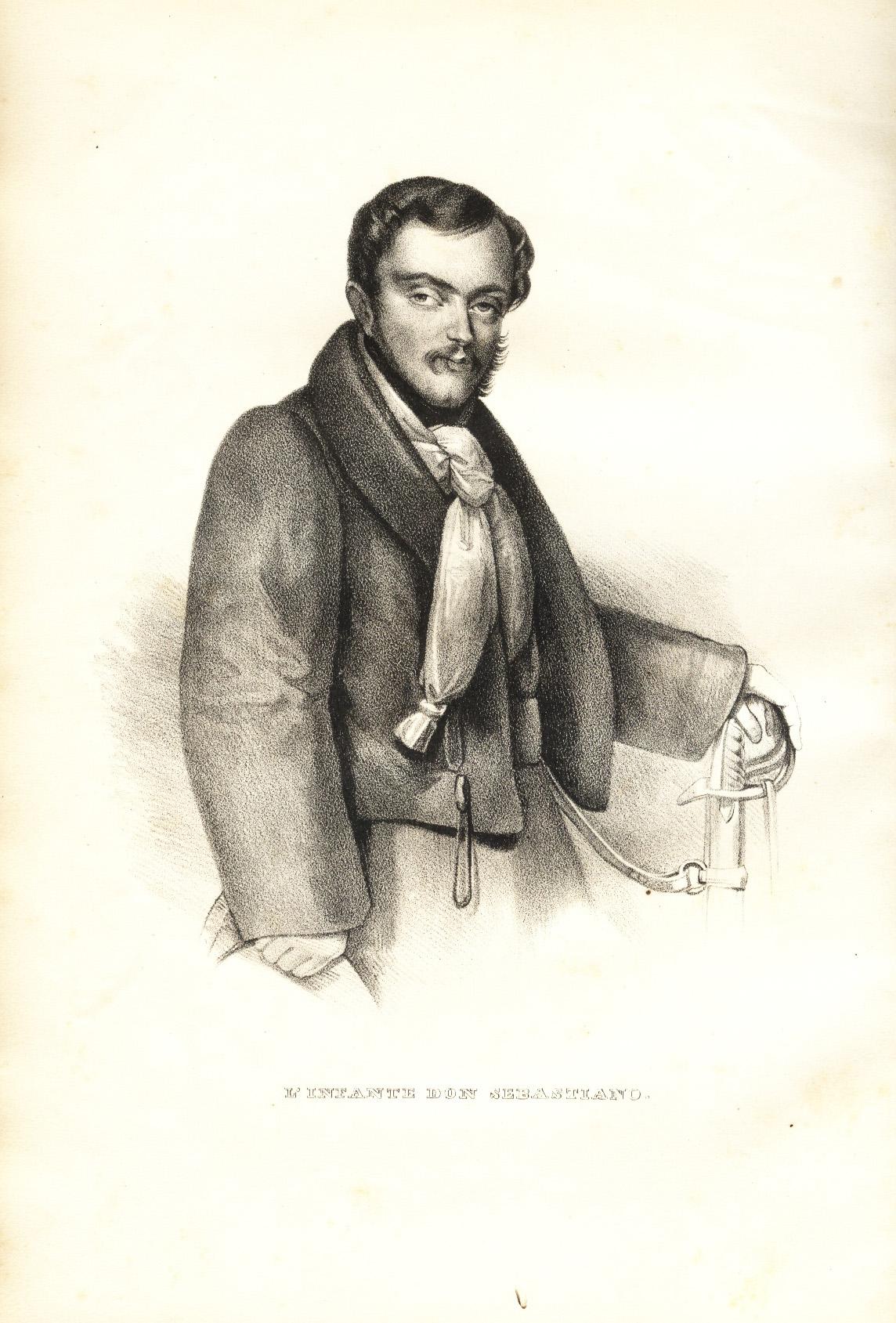
L'époux de Marie-Christine, Sébastien de Bourbon.

Le 19 novembre 1860, Marie-Christine devient la seconde épouse de l'infant d'Espagne et de Portugal Sébastien de Bourbon, beaucoup plus âgé qu'elle, qui est un arrière-petit-fils paternel de Charles III d'Espagne et un petit-fils maternel de Jean VI de Portugal. Sébastien et sa famille étaient en conflit avec la régente Marie-Christine de Bourbon-Siciles, perdant tous leurs titres et prétentions au trône d'Espagne en 1837. Il retrouve ses titres espagnols par son mariage avec Marie-Christine, qui était à la fois la cousine et la belle-sœur de la reine Isabelle. 
Les noces ont lieu au palais royal de Madrid. Dans un esprit de réconciliation, Isabelle II d'Espagne et son mari, parmi d'autres membres de la famille royale espagnole, assistent à la cérémonie.  
Le couple a cinq enfants, eux aussi déficients mentaux : 
| Nom                                         | Naissance        | Mort             | Notes                                                                          |
| ------------------------------------------- | ---------------- | ---------------- | ------------------------------------------------------------------------------ |
| Francisco María de Borbón-Braganza y Borbón | 20 août 1861     | 17 novembre 1923 | Épouse Maria del Pilar de Muguiro y Beruete, duchesse de Villafranca, en 1886. |
| Pierre d'Alcantara, duc de Dúrcal           | 12 décembre 1862 | 5 janvier 1892   | Épouse Maria de la Caridad de Madan i Uriondo en 1885.                         |
| Louis, duc d'Ansola                         | 17 janvier 1864  | 24 janvier 1889  | Épouse Maria Anna Bernaldo de Quiros, marquise d'Atarfe, en 1886.              |
| Alphonse d'Espagne et du Portugal           | 15 novembre 1866 | 28 avril 1934    | Épouse Julia Méndez y Morales, divorcés                                        |
| Gabriel d'Espagne et du Portugal            | 22 mars 1869     | 15 juillet 1889  | Sourd de naissance.                                                            |

## Exil et mort

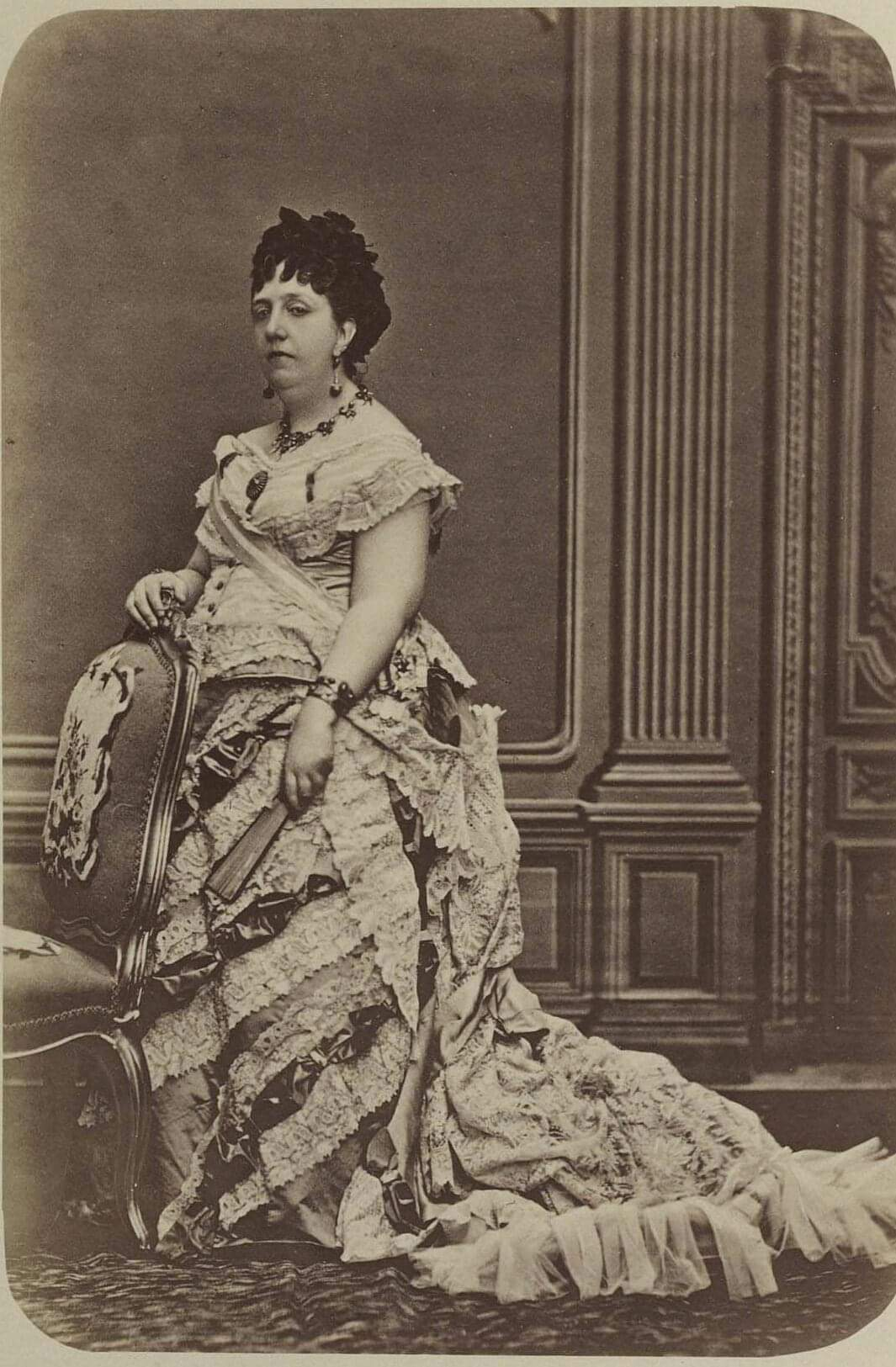
Marie-Christine en 1876.

Après le renversement de la monarchie en 1868, Marie-Christine et sa famille ont dû quitter l'Espagne et se réfugier en France. Sébastien y meurt en 1875. Marie-Christine est ensuite retournée en Espagne et a pu y vivre tranquillement jusqu'à sa mort survenue le 18 janvier 1902 à Madrid. Elle est inhumée à l'Escurial.

## Honneurs
Marie-Christine d'Espagne est :
- Dame noble de l'ordre de la Croix étoilée (Autriche-Hongrie) ;
- Dame d'honneur de l'ordre de Thérèse (royaume de Bavière) ;
- Dame de l'ordre de Sainte-Élisabeth (royaume de Bavière) ;
- Dame noble de l'ordre de la Reine Marie-Louise  (Espagne, 13 juin 1833).